# Cantonul Marcillat-en-Combraille
Cantonul Marcillat-en-Combraille este un canton din arondismentul Montluçon, departamentul Allier, regiunea Auvergne, Franța.

## Comune
- Arpheuilles-Saint-Priest
- Durdat-Larequille
- La Celle
- La Petite-Marche
- Marcillat-en-Combraille (reședință)
- Mazirat
- Ronnet
- Saint-Fargeol
- Saint-Genest
- Saint-Marcel-en-Marcillat
- Sainte-Thérence
- Terjat
- Villebret